# Pływanie na Letnich Igrzyskach Olimpijskich 1912 – 4 × 100 m stylem dowolnym kobiet
Sztafeta na 4 × 100 m stylem dowolnym kobiet była jedną z konkurencji pływackich rozgrywanych podczas V Igrzysk Olimpijskich w Sztokholmie. Razem z zawodami indywidualnymi na dystansie 100 metrów stylem dowolnym były pierwszymi kobiecymi konkurencjami pływackimi w historii igrzysk.  
Dwie najlepsze zawodniczki z wyścigu indywidualnego, Fanny Durack oraz Mina Wylie, nie wzięły udziału w tej konkurencji, gdyż były jedynymi przedstawicielkami ekipy Australazji. Wygrała ekipa Brytyjek, przed Niemkami, Austriaczkami i Szwedkami.
Były to pierwsze oficjalne zawody na tym dystansie. Wynik Brytyjek stał się automatycznie pierwszym rekordem olimpijskim i rekordem świata.

## Finał
| Miejsce | Zawodnicy                                                                          | Czas   |
| ------- | ---------------------------------------------------------------------------------- | ------ |
|         | Wielka Brytania (Isabella Moore, Jennie Fletcher, Annie Speirs, Irene Steer)       | 5:52,8 |
|         | Cesarstwo Niemieckie (Wally Dressel, Louise Otto, Hermine Stindt, Grete Rosenberg) | 6:04,6 |
|         | Austria (Margarete Adler, Klara Milch, Josephine Sticker, Berta Zahourek)          | 6:17,0 |
| 4       | Szwecja (Greta Carlsson, Greta Johansson, Sonja Johnsson, Vera Thulin)             | b.d.   |